# Romulea sabulosa
Romulea sabulosa là một loài thực vật có hoa trong họ Diên vĩ. Loài này được Schltr. ex Bég. miêu tả khoa học đầu tiên năm 1907.